# Aphodobius fentoni
Aphodobius fentoni är en skalbaggsart som beskrevs av S. Endrödi 1982. Aphodobius fentoni ingår i släktet Aphodobius och familjen Aphodiidae. Inga underarter finns listade i Catalogue of Life.